# تابستانی کنار دریا
تابستانی کنار دریا (انگلیسی: Un'estate al mare) یک فیلم کمدی ایتالیایی به کارگردانی کارلو وانتسینا است که در سال ۲۰۰۸ منتشر شد.

## بازیگران
- لینو بانفی
- انریکو برینیانو
- نانسی بریلی
- ماسیمو چکرینی
- اتسیو گرجو
- آنا فالکی
- آلنا شردووا
- ویکتوریا سیلوستدت
- پائولو میناچونی
- جیجی پرویتی
- ماسیمو مارینو
- مائوریتسیو ماتیولی
- آلساندرو پاچی
- میکله گامینو
- انتسو سالوی